# Alfred Delaunois
Alfred-Napoléon (Alfred) Delaunois (Sint-Joost-ten-Node, 9 juni 1875 - Heverlee, 22 november 1941) was een Belgisch kunstschilder.

## Levensloop
Hij kreeg zijn opleiding aan de Academies van Brussel en die van Leuven, waar Constantin Meunier zijn leermeester was. Later werd hij zelf leraar aan die instelling en nog later directeur van de Leuvense Academie.
Hij was actief in de kunstenaarskringen Labeur, Als ik Kan, Société des Aquafortistes Belges, La gravure originale belge en La Croix Latine, waarvan de laatste verbonden was met de Abdij van Keizersberg.
Hij schilderde landschappen, zichten op kerken, kloosters en begijnhoven en had een uitgesproken voorkeur voor kerkinterieurs. Hij maakte ook etsen en litho's. Tijdens en na de verwoestingen in de Eerste Wereldoorlog van Leuven in september-oktober 1914 legde hij, ondanks het verbod van de bezetter, veel vernielingen vast in tekeningen. Typisch voor zijn oeuvre is een soort mystiek-religieuze dimensie die aanleunt bij het symbolisme.
Rond 1905 woonde Delaunois nog in de Bogaardenstraat 63 in Leuven; rond 1907 was zijn adres Tiensesteenweg 132.

## Tentoonstellingen
- 1900: Parijs, Wereldtentoonstelling
- 1905: Venetië, VI Biënnale
- 1905: Antwerpen, Salon 1905 van Als ik Kan: "Een namiddag tijdens de zomer. Interieur"
- 1907: russel, Salon 1907: Les labours au pays monastique
- 1907: Venetië, VII Biënnale
- 1908: Berlijn, Ausstellung Belgischer Kunst: Prediking in een kapel van de Sint-Pieterskerk in Leuven, Eenzame zielen en Hiob in het graf, Psychologische studies (tekening), diverse etsen
- 1909: Brussel, Salon de Printemps: Mediterende monnik met lelietak, Dominikanermonnik met handschrift, Studie voor Mediterenden, Studie voor Zwijgenden, Hoofd. Studie, Au pays monastique (4 werken met dezelfde titel), Stilte, Gewijde avond, Weggetje en wolk.
- 1910: Venetië, IX Biënnale
- 1912: Venetië, X Biënnale
- 1914: Venetië, XI Biënnale
- 1914: Den Haag, Kunsthandel Theo Neuhuys (groepstentoonstelling van Belgische kunstenaars): In het kloosterland
- 1920: Venetië, XII Biënnale
- 1922: Venetië, XIII Biënnale
- 1924: Venetië, XIV Biënnale
- 1930: Venetië, XVII Biënnale
- 1933: Gent, Salon 1933: Dominikanermonnik met handschrift, Monnik met lelie, Ingetogenheid na de octaaf van de H. Laurentius in de kapel van de Heilige in de Sint-Jacobskerk in Leuven.
- 1937:Gent, Salon 1937: Christusbeeld, Avond in een Mechelse kerk, De rozenkrans in het gesticht voor oude vrouwen

## Musea
- Antwerpen, Koninklijk Museum voor Schone Kunsten: Interieur van de sint-Pieterskerk inLeuven
- Brussel, Koninklijk Musea voor Schone Kunsten van België
- Buenos Aires
- Gent, Museum voor Schone Kunsten: Graf van Hendrik I in de Sint-Pieterskerk in Leuven en Interieur vaneenpremonstratenzerkerk
- Leuven, KADOC: Interieur van de Onze-Lieve-Vrouw-ter-Koortskapel te Leuven
- Leuven, Museum M
- Luik
- Namen
- Parijs, Musée national d'art moderne
- Rome
- Triëst, Museo Revoltella
- Venetië